# Regimento de Punjab (Índia)

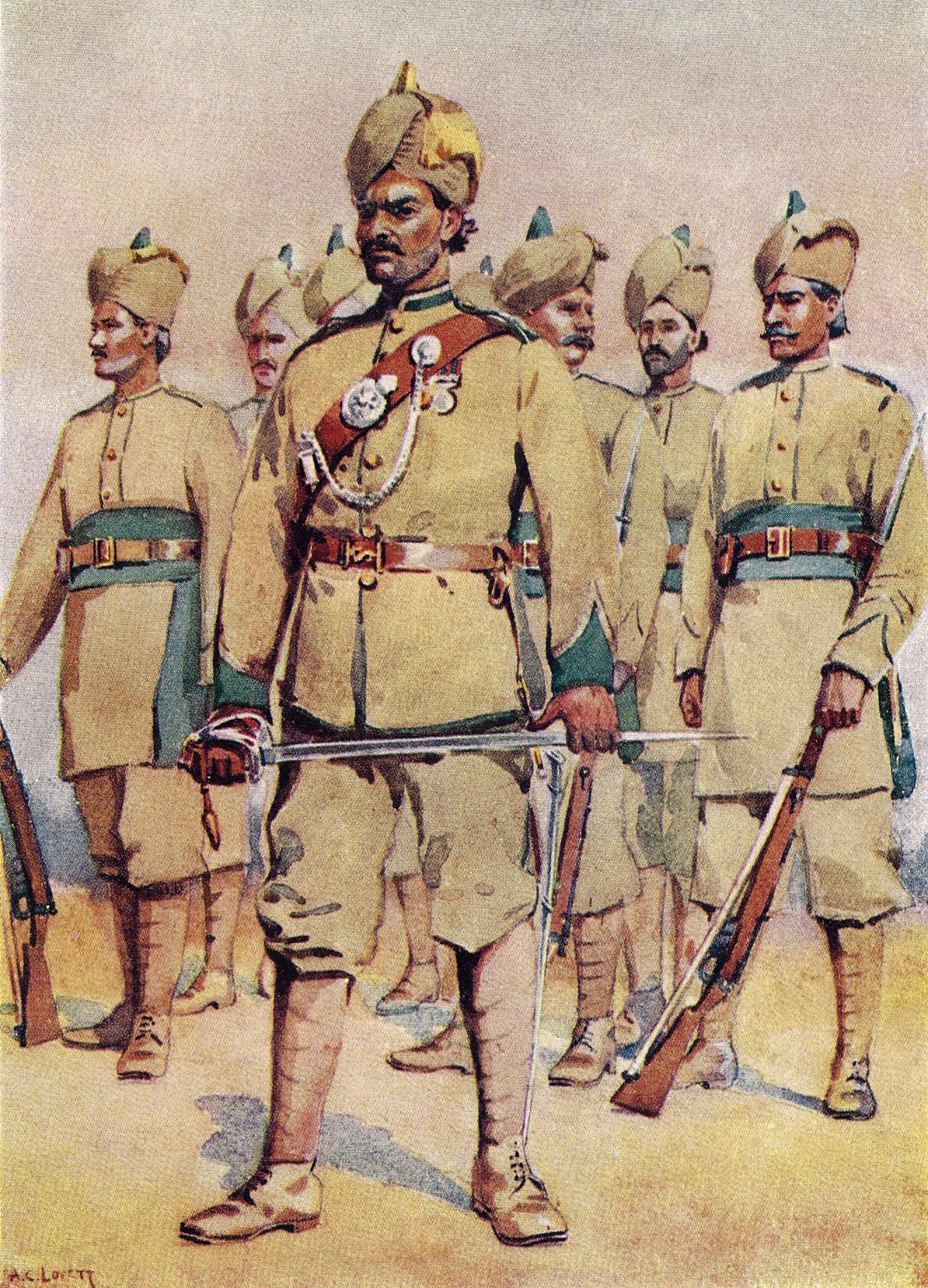
O 33º Regimento de Punjab (agora com o Exército do Paquistão) (Imagem de um oficial).

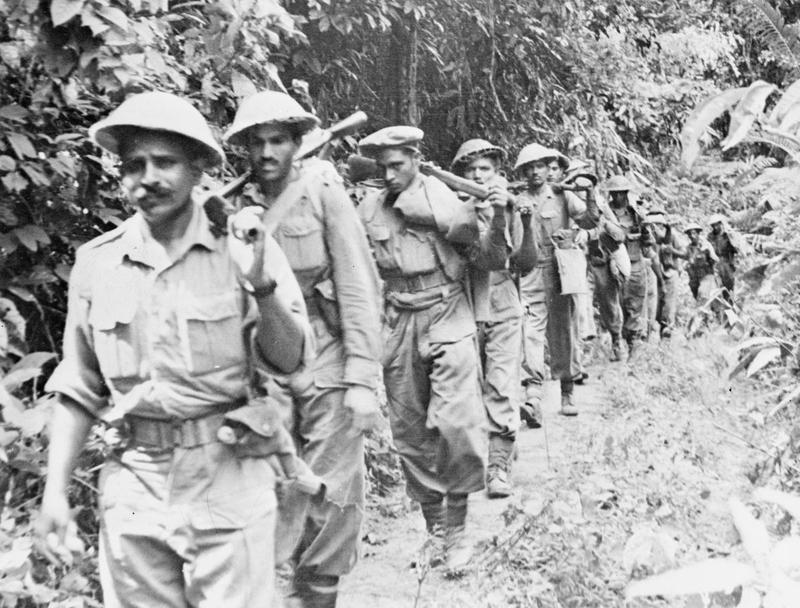
Homens de um regimento do Punjab marcham para fora da selva perto de Pyagle, Birmânia, 1945.

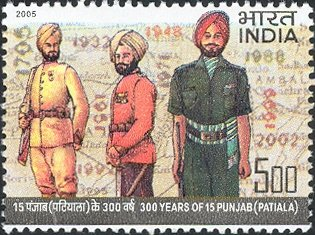
selo postal de 2005 em 300 anos do 15° Punjab (antigo 1º Patiala)

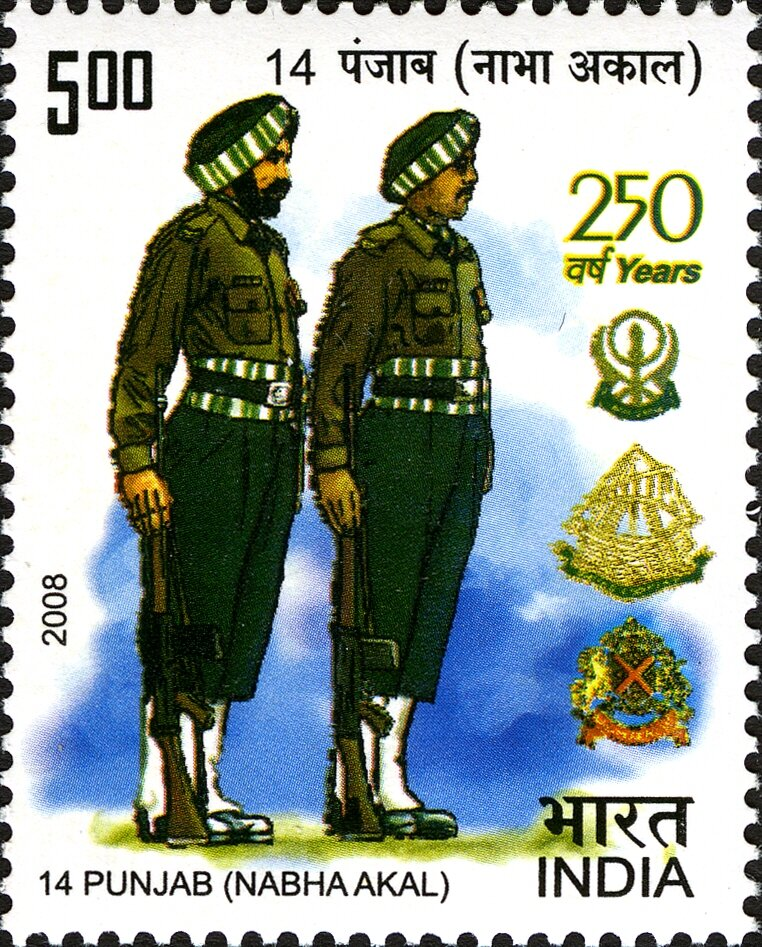
Selo postal de 2008 em 250 anos do 14º Batalhão - (Antiga Infantaria de Nabha Akal)

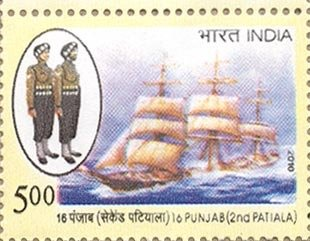
Selo postal de 2010 do 16º Batalhão - (ex-2º Patiala)

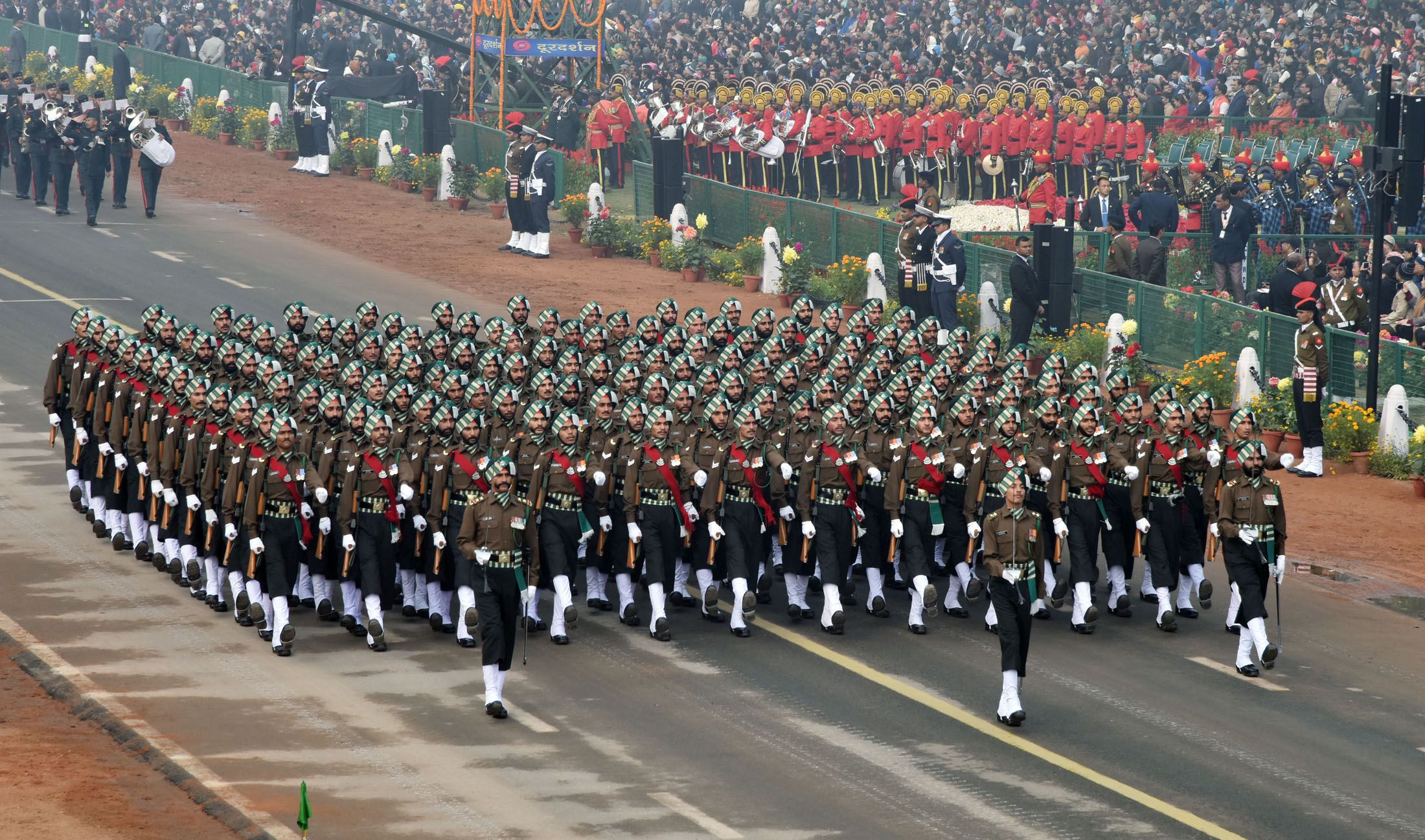
Contingente em Marcha do Regimento de Punjab passa pelo Rajpath, por ocasião do 69º Desfile do Dia da República, 2018

O Regimento de Punjab é o segundo regimento mais antigo em serviço no Exército Indiano e é o regimento de infantaria regional mais antigo. Foi formado a partir do 2º Regimento de Punjab do Exército da Índia Britânica em 1947 e participou de várias batalhas e guerras desde então, ganhando inúmeras honras pelo mesmo.
Antes da independência e partição havia uma série de "Regimentos de Punjab" no Exército da Índia britânica. Estes foram fundidos para formar seis regimentos: o 1º Regimento de Punjab, o 2º Regimento de Punjab, o 8º Regimento de Punjab, o 14º Regimento de Punjab, o 15º Regimento de Punjab e o 16º Regimento de Punjab . No início da independência em 1947, os 1º, 8º, 14º, 15º e 16º Regimentos de Punjab passaram para o recém-criado Exército do Paquistão, enquanto o 2º Regimento foi mantido no Exército Indiano. As tropas foram transferidas entre regimentos com base em se os soldados fariam parte do Paquistão ou da Índia.

## História
O Regimento de Punjab é um dos mais antigos do exército indiano. O primeiro batalhão que hoje constitui este regimento foi criado em 1805, pelo então Marajá de Patiala. Os primeiros quatro batalhões britânicos do que mais tarde se tornou o 2º Regimento de Punjab e, finalmente, o Regimento de Punjab, foram criados durante as hostilidades no Carnática no sul da Índia entre 1761 e 1776. O primeiro e o segundo batalhões foram transferidos para outros regimentos e o quarto batalhão foi dissolvido. O terceiro batalhão ainda continua como parte do regimento. Os números e títulos dos batalhões mudaram durante as sucessivas reorganizações do Exército da Presidência de Madras, do Exército da Índia Britânica e do Exército da Índia durante os séculos XVIII, XIX e XX. Os nomes mudaram de Sipaios da costa para Infantaria carnática, Infantaria nativa de Madras, Punjabis e, finalmente, para o Regimento de Punjab. Após a rebelião indiana de 1857, os britânicos aplicaram a teoria das raças marciais e as tropas do norte da Índia substituíram os do sul, o regimento acabou sendo renomeado como Regimento de Punjab.
O 1º batalhão do 2º Regimento inicialmente fazia parte da 44ª Divisão Aerotransportada em um papel aéreo na dissolução do Regimento de Paraquedistas em 1946 e foi chamado de 1º batalhão do 2º Regimento de Punjab (Paraquedista). A unidade manteve a maior parte do uniforme do Regimento Punjab, mas vestiu a boina marrom, asas de qualificação e insígnias aliadas de forças aerotransportadas. Em 1952, quando o Regimento de Paraquedistas foi reerguido e um Centro Regimental formado, o 1º Batalhão do 2º Regimento tornou-se o primeiro batalhão do Regimento paraquedista e foi renomeado como 1º Batalhão do Regimento de Paraquedistas (Punjab). O batalhão passou a usar o uniforme do seu novo regimento, mas o batalhão manteve a penugem do Regimento Punjab em seu capacete.
Em 1951, quatro batalhões experientes dos antigos estados principescos de Punjab se juntaram ao Regimento. Estes eram um batalhão cada um das Forças Estatais Jind e Nabha e o primeiro e o segundo Batalhões de Infantaria Patiala . Eles foram designados como os 13º, 14º, 15º e 16º batalhões do Regimento Punjab. Batalhões adicionais foram criados desde 1963.

### 15° Punjab
O 15° Punjab (anteriormente 1° Patiala) completou 300 anos de serviço em 13 de abril de 2005. O batalhão foi criado no dia auspicioso de Baisakhi Shri Guru Gobind Singh Ji em 1705 por Baba Alla Singh, o fundador do estado de Patiala . Foi o primeiro batalhão das forças estatais do Marajá de Patiala . Além de ser o batalhão de infantaria mais antigo do Exército Indiano, o 15° Punjab também tem a orgulhosa distinção de ser o segundo batalhão mais condecorado do Exército, com 22 Honras de Batalha, uma Honra de Teatro (Punjab) e vários prêmios de bravura. O batalhão participou de inúmeras campanhas na Índia e no exterior, marcando-se em cada operação. Em maio de 1900, o batalhão foi redesignado como 1° Infantaria do Serviço Imperial de Patiala (Sique Rajindra). Durante a Primeira Guerra Mundial, participou de operações no Oriente Médio sob a Força Expedicionária Britânica. Em 1932, o batalhão foi renomeado como 1° Infantaria Patiala Sique Rajindra. Durante a Segunda Guerra Mundial, o batalhão participou da Campanha da Birmânia. Ele cortou com sucesso as linhas de comunicação japonesas, interrompendo assim seu avanço em direção à Índia. Depois disso, o batalhão navegou para Port Dickson para ação na Malásia e Batávia (agora Java).

### 2° Punjab
O 2° Punjab (agora 1º batalhão da Brigada de Guardas) foi criado em 1762 como o décimo batalhão de sipaios costeiros e foi redesignado dezoito vezes desde então. A composição da tropa da unidade foi alterada para um Batalhão da Zona Norte em 1902 e a unidade foi redesenhada como 69° Punjab. Em 1922, a unidade foi redesignada como 2º batalhão do 2 Regimento Punjab. O batalhão, em virtude de sua antiguidade e eficiência, foi escolhido a dedo pelo então Chefe do Estado-Maior do Exército, General (mais tarde Marechal de Campo) KM Cariappa para ser redesignado como 1º Batalhão da Brigada de Guardas em abril de 1951. O tenente-coronel (mais tarde brigadeiro) Shivinder Singh foi o primeiro comandante do batalhão. Desde então, 22 comandantes comandaram o batalhão. Deles, o tenente-coronel. MCS Menon, tenente-coronel. Sehdev Sahgal e tenente-coronel. PP Singh se aposentou como generais.

## Operações de Paz da ONU
Nos últimos anos, o Regimento Punjab contribuiu para as missões de paz da ONU enviando seis de seus batalhões ao exterior: O 3° Punjab para Gaza, o 14° Punjab para Angola, 15° e 26° Punjab para o Líbano e 16° e 24° Punjab para a República Democrática do Congo .

## Sede regimental
A sede Regimental foi criado pela primeira vez em Loralai e foi transferido para Multan em 1922, Meerut em 1929 e sua localização atual em Ramgarh Cantonment, Jharkhand, em 1976.

## Unidades subordinadas
- 3º Batalhão;
- 9º Batalhão;
- 13º Batalhão - (ex-Infantaria Jind) - Unidade das Forças Estatais Principescas das Tropas de Serviço Imperial;
- 14º Batalhão - (ex-Infantaria Nabha Akal) - Unidade das Forças Estatais Principescas das Tropas do Serviço Imperial;
- 15º Batalhão - (ex-1º Patiala Rajinder Sikh Infantaria) - Unidade das Forças Estatais Principescas das tropas de serviço imperial;
- 16º Batalhão - (ex-2º Patiala Yadvinder Infantaria) - Unidade das Forças Estatais Principescas das Tropas de Serviço Imperial;
- 17º Batalhão;
- 18º Batalhão;
- 19º Batalhão;
- 20º Batalhão;
- 21º Batalhão;
- 22º Batalhão;
- 23º Batalhão;
- 24º Batalhão;
- 25º Batalhão;
- 26º Batalhão;
- 27º Batalhão;
- 28º Batalhão;
- 29º Batalhão;
- 30º Batalhão;
- 31º Batalhão;
- 102º Batalhão de Infantaria do Exército Territorial (Punjab) : Kalka, Haryana;
- 150º Batalhão de Infantaria do Exército Territorial (Punjab) : Nova Delhi;
- 156º Batalhão de Infantaria Exército Territorial (Punjab) (Casa e Lareira) Punjab : Rajouri, Jammu e Caxemira;
- Rifles Rashtriya do 7º Batalhão;
- Rifles Rashtriya do 22º Batalhão;
- Rifles Rashtriya do 37º Batalhão;
- Rifles Rashtriya do 53º Batalhão.

Outros:
- 1º Batalhão é agora 1º Batalhão do Regimento de Pára -quedistas (Forças Especiais);
- 2º Batalhão agora é 1º Batalhão do Brigada de Guardas (Mecanizado);
- 4º Batalhão foi dissolvido em 1938;
- 7º Batalhão agora é 8º Batalhão do Regimento de Infantaria Mecanizada;
- 8º Batalhão foi dissolvida após a Segunda Guerra Mundial;
- 10º Batalhão é a sede Regimental.

O regimento tem uma afiliação com o INS Ranjit
, um contratorpedeiro pesado da Marinha Indiana .

## Composição da classe
Os batalhões originais do regimento que foram transferidos para a Índia depois de 1947 eram compostos principalmente por soldados siques e dogras que pertenciam aos distritos de Punjab que foram entregues ao Paquistão. No entanto, a segunda e terceira gerações para o regimento foram recrutadas tanto entre esta comunidade de refugiados, mas o recrutamento foi aberto a todas as castas e comunidades de Punjab, Haryana, Jammu e Himachal Pradesh no final da década de 1960. O regimento atualmente consiste em Dogras e Siques principalmente das regiões do norte da Índia de Jammu, Himachal Pradesh e Punjab . No entanto, como exceção, dois batalhões regulares (19° e 27° Punjab) também têm tropas de outras castas indianas.

## Batalhas importantes

### Batalha de Longewala
Durante a Guerra Indo-Paquistanesa de 1971, uma Companhia (reforçada) do 23º batalhão desse regimento, composta por cerca de 120 soldados sob o comando do Major (mais tarde Brigadeiro) Kuldip Singh Chandpuri, lutou contra um ataque de uma brigada do Paquistão Exército . A batalha foi travada no posto fronteiriço do deserto de Longewala, Rajasthan . A unidade lutou durante as últimas cinco horas da noite de 5 de dezembro de 1971 sem apoio, pois a aeronave da Força Aérea Indiana na época não tinha capacidade de ataque noturno. Por sua liderança durante a batalha, o major. Chandpuri foi condecorado com o Maha Vir Chakra, o segundo maior prêmio de bravura da Índia.

## Insígnia do Regimento
O regimento é talvez o único regimento de infantaria com galé naval como insígnia, em qualquer lugar. Foi concedido ao 69º Punjabis (mais tarde 2º Punjab) em reconhecimento à prontidão para servir no exterior, depois que o batalhão lutou em oito campanhas no exterior em 1824.

## Honras de batalha

### Pré-Independência
Sholinghur, Carnácia, Mysore, Mehidpore, Ava, China, Pegu, Lucknow, Birmânia, Afeganistão, Laos, Flandres, Hellis, Krithia, Gallipoli, Suez, Egito, Sharon, Nablus, Palestina, Aden, Kut-al-Amara, Bagdá, Mesopotâmia, Fronteira Noroeste, Mersa Metruh, Buthidaung, Ngakyedauk Pass, Imphal, Kangla Tongbi, Tonzang, Kennedy Peak, Meiktila, pyinmana, Malásia, Ipoh, Singapura, Kern e Casa Bettini.

### Pós-Independência
Zoji La, Ichhogil, Dograi, Barki, Kalidhar, Bedori, Nangi Tekri, Brachil Pass, Laungewala, Garibpur, Chak Amaru e Jessore

## Em ficção
Filmes
- Border, um filme de Bollywood de 1997 dirigido por JPDutta, retrata a Batalha de Longewala .
- Lakshya, um filme de Bollywood de 2004 retratando a Guerra de Kargil, coloca o protagonista (interpretado por Hrithik Roshan ) como um capitão interino em 3 Punjab.